# Izraelskie tańce ludowe
Izraelskie tańce ludowe (hebr. ריקודי עם, rikudej am) – forma tańca zwykle wykonywana do muzyki z Izraela, w której układy choreograficzne powstają do konkretnych melodii. Większość ludowych tańców izraelskich jest tańczona w kręgu, ale są też tańce w liniach oraz tańce w parach.

## Historia
Tańce izraelskie są stosunkowo młode. Ich początki sięgają okresu pierwszych fal alii i związane są z osadnikami żydowskimi przybywającymi do przyszłego Państwa Izraela. Pierwsze udokumentowane tańce datowane są na lata 20. XX wieku. Osadnicy, kładąc podwaliny pod przyszłe państwo, zaczęli też tworzyć nową kulturę muzyczną i taneczną, która miała odróżniać się od kultury Żydów żyjących w diasporze. Tańce były tworzone jako czynnik integrujący.
Za podstawę pierwszych tańców przyjęto rumuńską horę, czyli krąg taneczny. Popularność hory przekroczyła granice Izraela i w wielu społecznościach współczesnej diaspory uznawana jest za najpopularniejszy taniec żydowski.
Poza horą przywiezioną przez Żydów wschodnioeuropejskich (tzw. Aszkenazyjczyków) popularność zdobyła tzw. debka, taniec arabski przywieziony do Izraela przez Żydów zamieszkujących rejony Bliskiego Wschodu (tzw. mizrachim lub Żydzi orientalni), głównie jemeńskich. Debki charakteryzują się małymi krokami, ponieważ Żydom w Jemenie nie wolno było tańczyć publicznie; tańczyli więc na niewielkiej przestrzeni własnych mieszkań.
W latach 50. XX wieku powoli zaczęto wracać do odrzuconych wcześniej elementów muzyki klezmerskiej, kojarzącej się z kulturą żydowskiej diaspory. Nadal jednak jest to zjawisko marginalne. Izraelskie tańce ludowe są tańcami współczesnymi: ciągle powstają nowe i często do najnowszych przebojów muzyki popularnej, np. do pochodzącej z lat 70. XX wieku piosenki Jehorama Ga’ona Od lo ahawti daj.
Tańców izraelskich, czyli współczesnej, stylizowanej choreografii, łączącej inspiracje z wielu krajów diaspory, nie wolno mylić z tradycyjnymi, spontanicznie przez wieki powstającymi i zróżnicowanymi regionalnie tańcami ludowymi Żydów aszkenazyjskich, sefardyjskich, orientalnych i innych na świecie.

## Tańce izraelskie na świecie i w Polsce
Grupy taneczne można spotkać nie tylko w Izraelu, ale też w Argentynie, na Tajwanie, w Australii i w całej Europie. Izraelscy choreografowie biorą udział w organizowanych w różnych krajach warsztatach-seminariach, prowadząc działalność edukacyjną.
W Polsce istnieje kilka grup zrzeszających miłośników tych tańców. Część z nich ma charakter ściśle taneczny, a część stanowią grupy religijne traktujące tańce izraelskie jako formę modlitwy.